# Buhta Protalina
Die Buhta Protalina (Transliteration von russisch Бухта Проталина Buchta Protalina, deutsch ‚Aufgetaute Bucht‘) ist eine Bucht an der Kronprinz-Olav-Küste des ostantarktischen Königin-Maud-Lands. Sie liegt östlich des Kap Begitschew und der Carstensfjella.
Russische Wissenschaftler benannten sie.